# Echinolampadoida
Ordre
Les Echinolampadoida sont un ordre d'oursins irréguliers.

## Caractéristiques
Les Echinolampadoida sont des oursins irréguliers : leur test (coquille) arrondi est de forme subhémisphérique plus ou moins bombée, la bouche (« péristome ») est située au centre de la face orale (inférieure), et l'anus (« périprocte ») plus ou moins marginal sur cette même face (formant un axe antéro-postérieur et donc une symétrie biradiale), alors que les quatre orifices génitaux et le madréporite sont situés à l'apex, au sommet de la face aborale.

## Liste des familles et genres
Selon World Register of Marine Species (2 décembre 2013) : 
- famille Echinolampadidae Gray, 1851a
  - genre † Calilampas Squires & Demetrion, 1996
  - genre Conolampas A. Agassiz, 1883
  - genre Echinolampas Gray, 1825
  - genre Hypsoclypus Pomel, 1869
  - genre † Kephrenia Fourtau, 1909
  - genre † Vologesia Cotteau & Gauthier, 1895

Echinolampas hemisphaericus en vue aborale et orale (Tertiaire, MHNT).
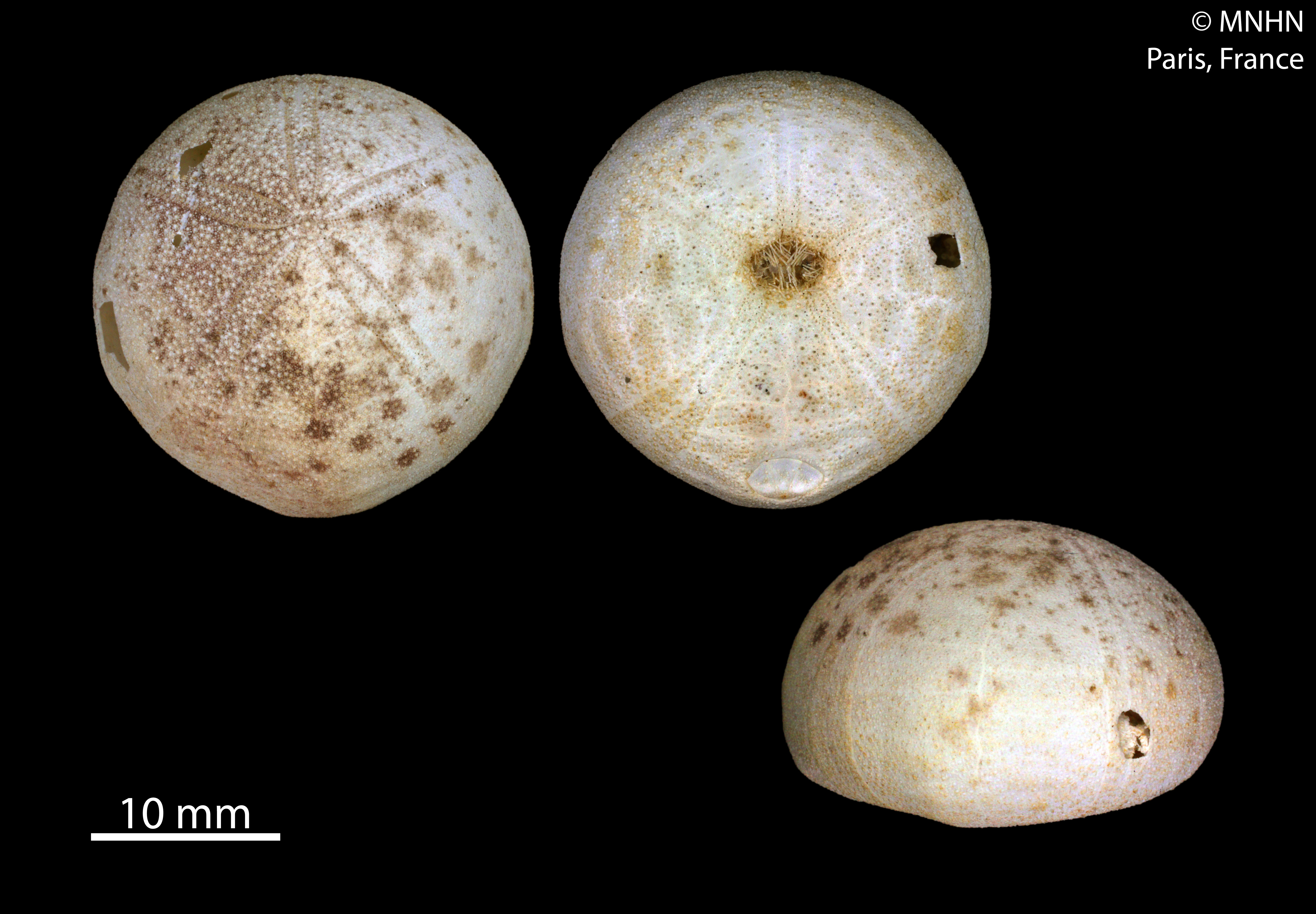
Echinolampas depressa (MNHN).
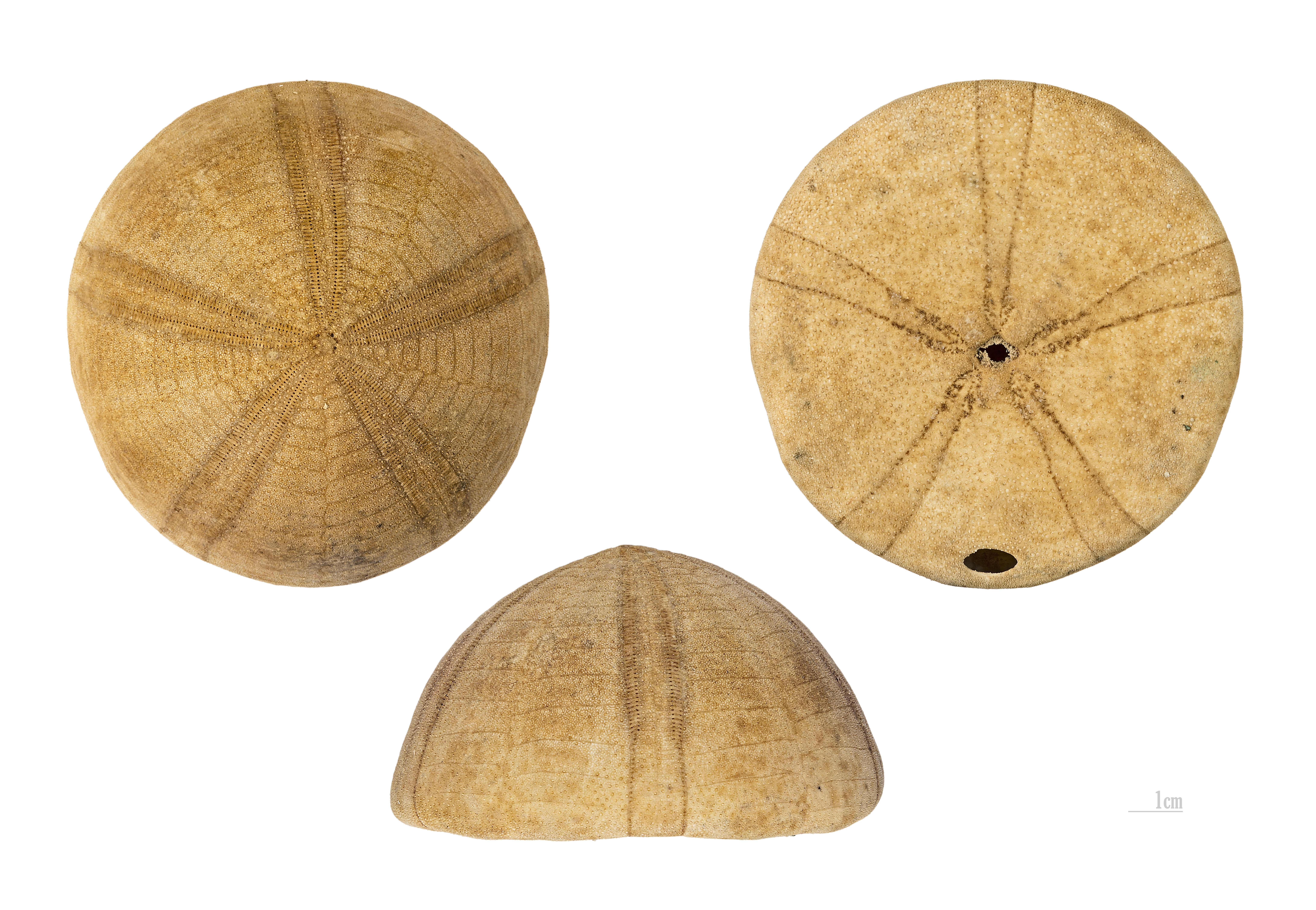
Conolampas diomedeae (MHNT).
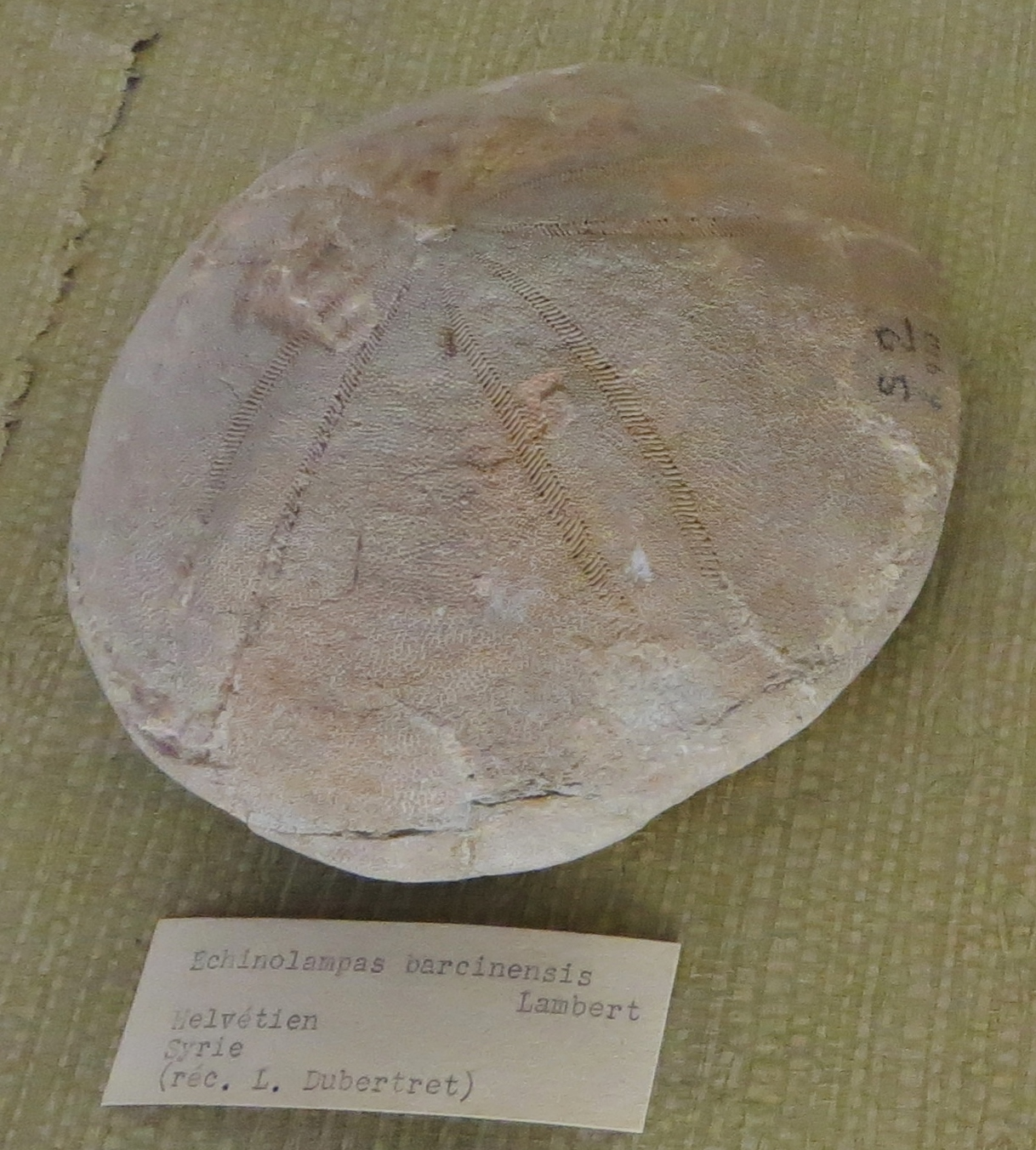
Fossile d'Echinolampas barciensis (Helvétien, MNHN).